# Bohumír Janát
Bohumír Janát (7. listopadu 1949 Tábor – 29. listopadu 1998 Praha) byl český filozof, spisovatel; mluvčí Charty 77

## Život
Vyrůstal v rodině učitelky přírodopisu a finančního úředníka; vystudoval humanitní větev táborského gymnázia (1969) a pak filozofii a psychologii na Filozofické fakultě UK (1973), z politických důvodů musel pracovat jako stavební dělník a vrátný. Od září 1975 pracoval jako vědecký aspirant v Psychologickém ústavu ČSAV. Smrt filozofa Patočky jej přivedla do řad Charty 77, po jejímž podpisu byl v březnu 1977 propuštěn z Akademie věd (AV) a dalších 12 let pracoval v dělnických profesích. V té době psal pro československý samizdat; působil jako soukromý překladatel; v roce 1988 byl mluvčím Charty 77. Do AV se vrátil v roce 1989.
Janátův filozofický vývoj ovlivnil Jan Patočka svým osobním příkladem a svou filozofií dějin 20. století, v době disentu mu byla oporou osobnost T. G. Masaryka. V průběhu posledních let se zaměřil k formulaci základních myšlenek křesťanské filozofie, adekvátní dějinné situaci závěru 20. století. Zabýval se též filozofií příběhu a domova, překládal ze současné americké filozofie a psal kritiky a eseje. Napsal mnoho odborných děl a článků.

## Z díla
- Cesta otevřeného osudu (Edice Kvart – 1981)
- Sborníky: Znamení naděje na tváři světa, Hostina, ed. V. Havel, SI 1986
- V časopise Teologické texty: Otázka pravdy v závěru 20. století (1999/3);Transcendentní pramen mravnosti (1997/6);Evropská alternativa – Zosima a Faust (1996/3);Bohatství chudých (1991/1)
- Z časop. příspěvků např.: Tomáš Garrigue Masaryk a otevřenost české otázky, Rozmluvy (Londýn) 1984; Velehrad, Rozmluvy 1986; Světlo a stín českých dějin, Listy (Řím) 1988; Mýtus sametové revoluce, Akord 1990; Dvojí pramen evropské civilizace, Československá psychologie 1991; Otázka víry v politice, Hledání domova jako hnací síla lidského životního příběhu, Current Politics and Economics of Europe (New York) 1992; Masaryk a Nietzsche, FČ 1996; Masarykovo slovo „Ježíš, ne Caesar“, Listy 1997

Vyšlo:
- Výbor z Janátova filosofického díla „Myslet proti duchu doby“ (edice Sofia)
- Jolana Poláková: Bohumír Janát – výzva a inspirace, (2000) Kniha autentických svědectví o životě a osobnosti českého filosofa a zastánce lidských práv.